# Азиатская библиотека (Варшава)
Азиатская библиотека (пол. Biblioteka Azjatycka) — специализированная научная библиотека, действующая при Музее Африки и Тихого океана. Находится в Варшаве на улице Солец, 24. Содержит около 14 тысяч единиц хранения, главным образом научных изданий о странах Азии, Австралии и Океании на различных языках мира.

## История
Началом библиотеки стало книжное собрание польского дипломата и мецената Анджея Вавжиняка, который в 1973 году передал свою коллекцию этнографических материалов и библиотеку государству для организации Музея Азии и Тихого океана.

## Описание
Самыми старыми книгами библиотеки являются издания XIX века. В ней хранятся редкие издания, подаренные библиотеке частными лицами из многих стран мира.
Библиотека собирает научные издания и публикации, выходящих в крупнейших научных учреждениях мира (университеты Кембриджа, Оксфорда, Гарварда и Гонолулу) и участвует в крупнейших аукционах Сотбис и Кристис.
Библиотека владеет около 300 языковых и других словарей, среди которых есть редкие издания «Kodansha Encyclopedia of Japan» (9 томов) и «The Dictionary of Art» (34 томов).
Библиотека имеет комплекты научных журналов «Arts of Asia», «Orientations», «Saudi Aramco World», «Canberra Anthropology», «Senri Ethnological Studies», «Acta Orientalia Academiae Scientiarum Hungaricae», «Pacific Affaires» и польские научные издания «Rocznik Orientalistyczny», ежегодник «Azja-Pacyfik» и «Przegląd Orientalistyczny».

## Деятельность
Библиотека сотрудничает с польскими музеями, имеющими в своих собраниях азиатские экспонаты, и осуществляет межбиблиотечный обмен с библиотеками, восточными и этнографическими музеями различных стран мира.
Фонды библиотеки предоставляются бесплатно и для всех желающих.